# Aristide Cavaillé-Coll
Pour les autres membres de la famille, voir Famille Cavaillé-Coll.
Œuvres principales
Orgues d'Aristide Cavaillé-Coll
Aristide Cavaillé-Coll est un facteur d'orgues né le 4 février 1811 à Montpellier et mort le 13 octobre 1899 à Paris. Il est considéré comme l'un des plus importants facteurs d'orgues du XIXe siècle.

## Biographie

### Jeunesse et formation
Aristide Cavaillé-Coll naît à Montpellier, dans le département de l'Hérault, le 4 février 1811, après son frère Vincent, né le 31 octobre 1808. Tous deux constituent la quatrième génération de facteur d'orgues : ils apprennent très tôt le métier auprès de leur père Dominique-Hyacinthe, alors revenu s'établir à Toulouse, lui-même formé par son père Jean-Pierre Cavaillé, ce dernier ayant tout appris de son oncle Joseph Cavaillé, frère dominicain du couvent de Toulouse (formé par le chef de file de la « facture classique » pour le Sud-Est de la France : Jean-Esprit Isnard).

### Créateur et innovateur

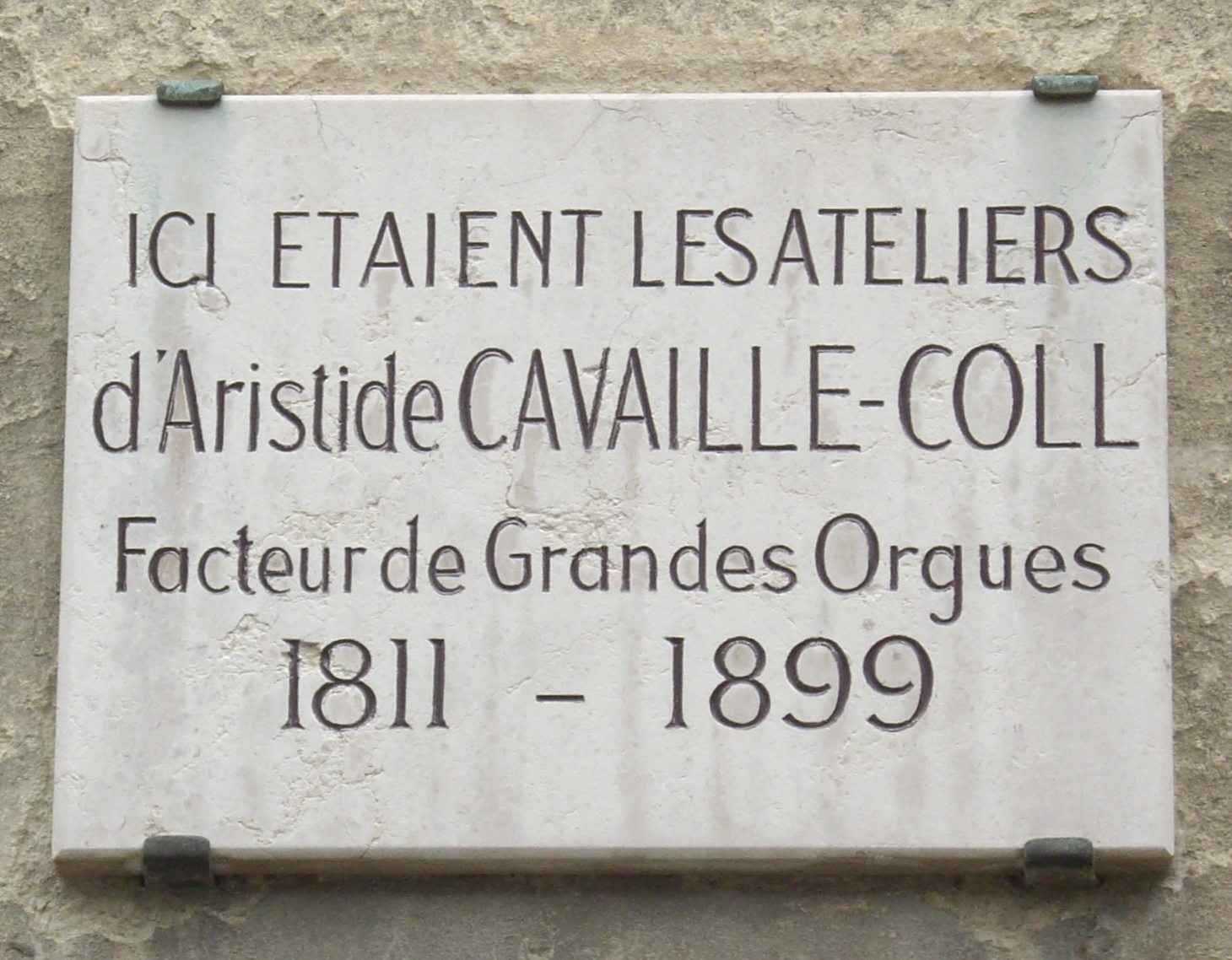
Plaque à l'emplacement des ateliers d'Aristide Cavaillé-Coll, 13 avenue du Maine à Paris.

En 1830, Aristide, qui poursuit des études de mathématiques, invente, en collaboration avec son frère et son père, un instrument à clavier et à anches libres baptisé poïkilorgue ou orgue varié expressif, remarqué par Gioachino Rossini lors de la représentation de l'opéra de Giacomo Meyerbeer Robert le Diable qu'il dirigeait à Toulouse. En 1833, la famille s'installe à Paris. Après diverses adresses et expropriations, il finit par installer ses ateliers 13 avenue du Maine.
Aristide se fait connaître en remportant le concours ouvert pour la construction d'un grand orgue à l'abbaye royale de Saint-Denis,, avec l'appui de François-Adrien Boieldieu, Luigi Cherubini et Jean-François Lesueur, membres de la commission. Cet instrument colossal comporte, en germe, tout le génie du jeune facteur : emploi d'une machine Barker afin de soulager le jeu de l'organiste, jeux harmoniques, récit expressif, pressions multiples, plans sonores pensés non plus en opposition mais par masses venant composer un tutti puissant. Cet orgue novateur, terminé en 1841, marque le point de départ d'une importante carrière.

### Un facteur d'orgues d'exception
Avec l'aide de son père et de son frère, il construit par la suite les orgues de nombreuses églises à Paris comme en province. Après Saint-Denis, les plus prestigieuses paroisses de la capitale, pour lesquelles il réalise ou modifie les instruments, font appel à son talent. Il réalise également de nombreux orgues à l'étranger. Sa production avoisine les cinq cents instruments, toutes tailles confondues. Les orgues sortis de ses établissements se trouvent dispersés à travers le monde : cinquante-cinq à Paris, trois cents dans diverses cathédrales ou églises de France ; le reste se trouve dans différents pays européens : Angleterre, Belgique, Danemark, Espagne, Pays-Bas, Italie, Portugal, Roumanie, Suisse, ou d'autres continents : Amérique du Nord, Bolivie, Brésil, Canada, Chili, Colombie, Costa Rica, Cuba, Haïti, Mexique, Pérou, Chine, Indochine, Inde...
Lors de ses obsèques, son successeur, Charles Mutin dit de lui :

« Le Patron... ce nom, en désignant M. Cavaillé-Coll, n'avait rien de l'appellation familière que des employés donnent au chef d'une maison ; il voulait dire quelque chose de plus, de plus affectueux aussi. Cavaillé-Coll fut le chef et le protecteur de la facture d'orgues tout entière ; lui seul, et pas d'autres, éleva son métier à la hauteur d'une science et d'un art, et grâce à son génie l'orgue est devenu l'instrument merveilleux que nous possédons aujourd'hui. »

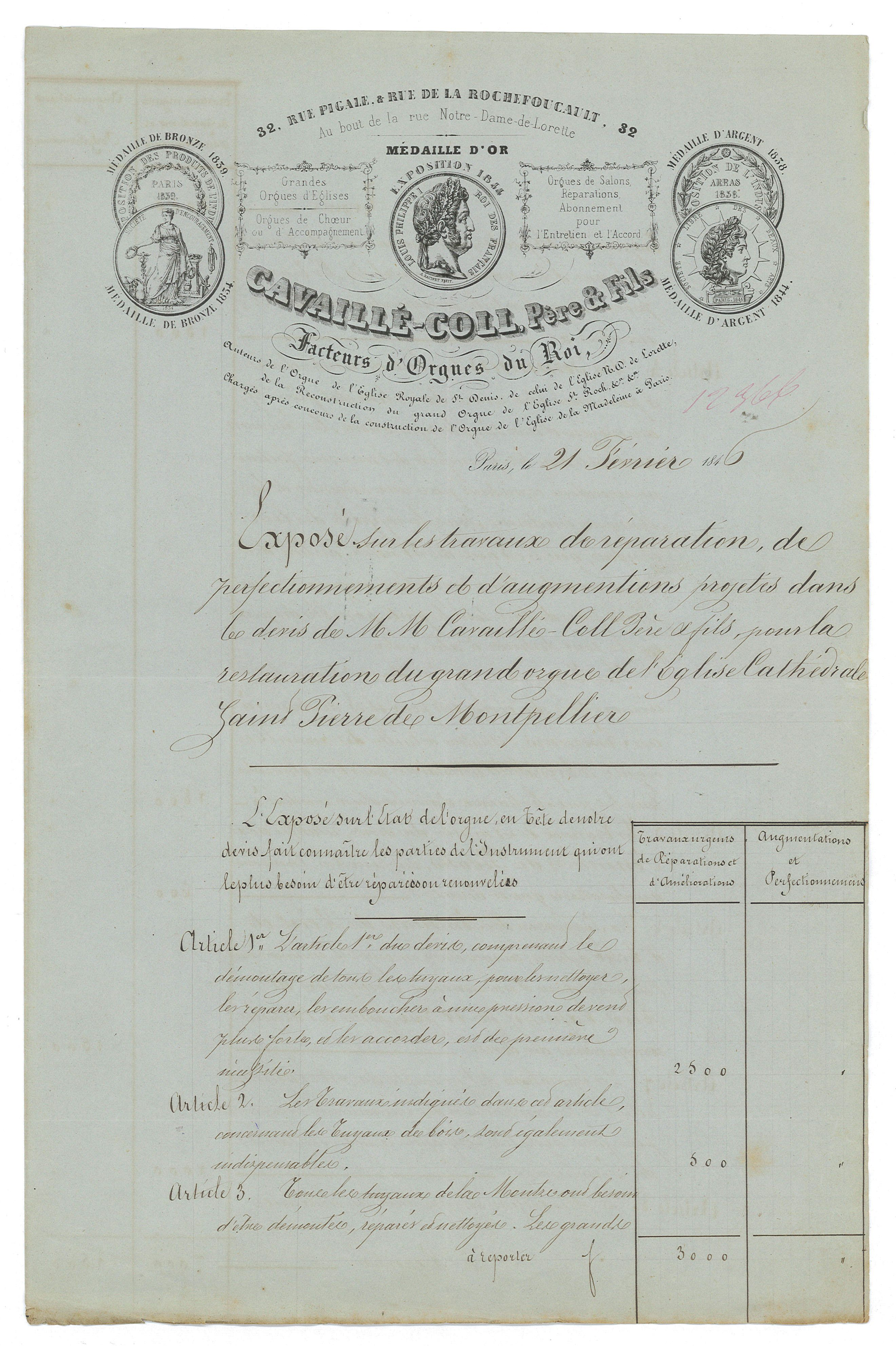
Lettre à entête, 1846.
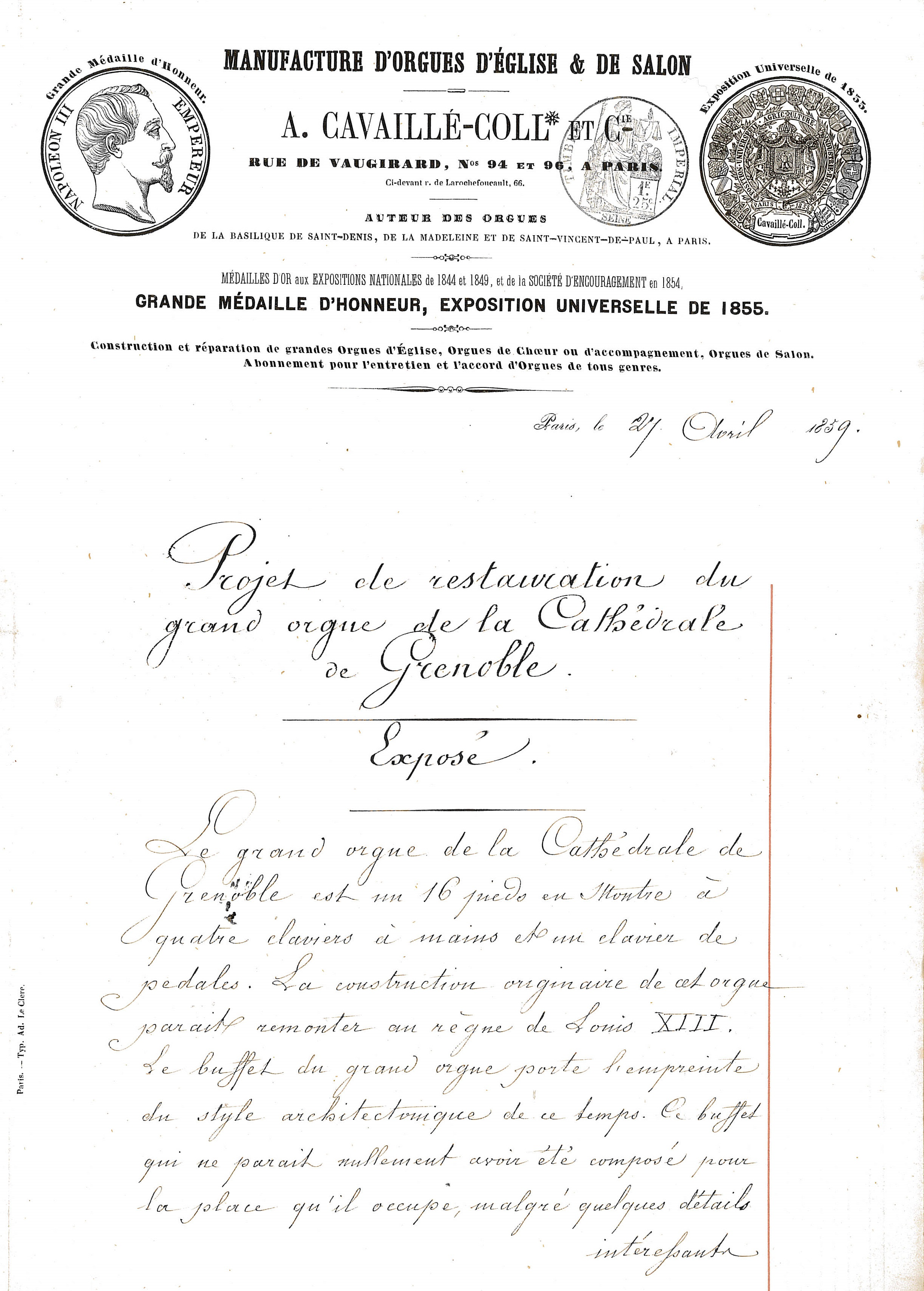
Lettre à entête, 1859.
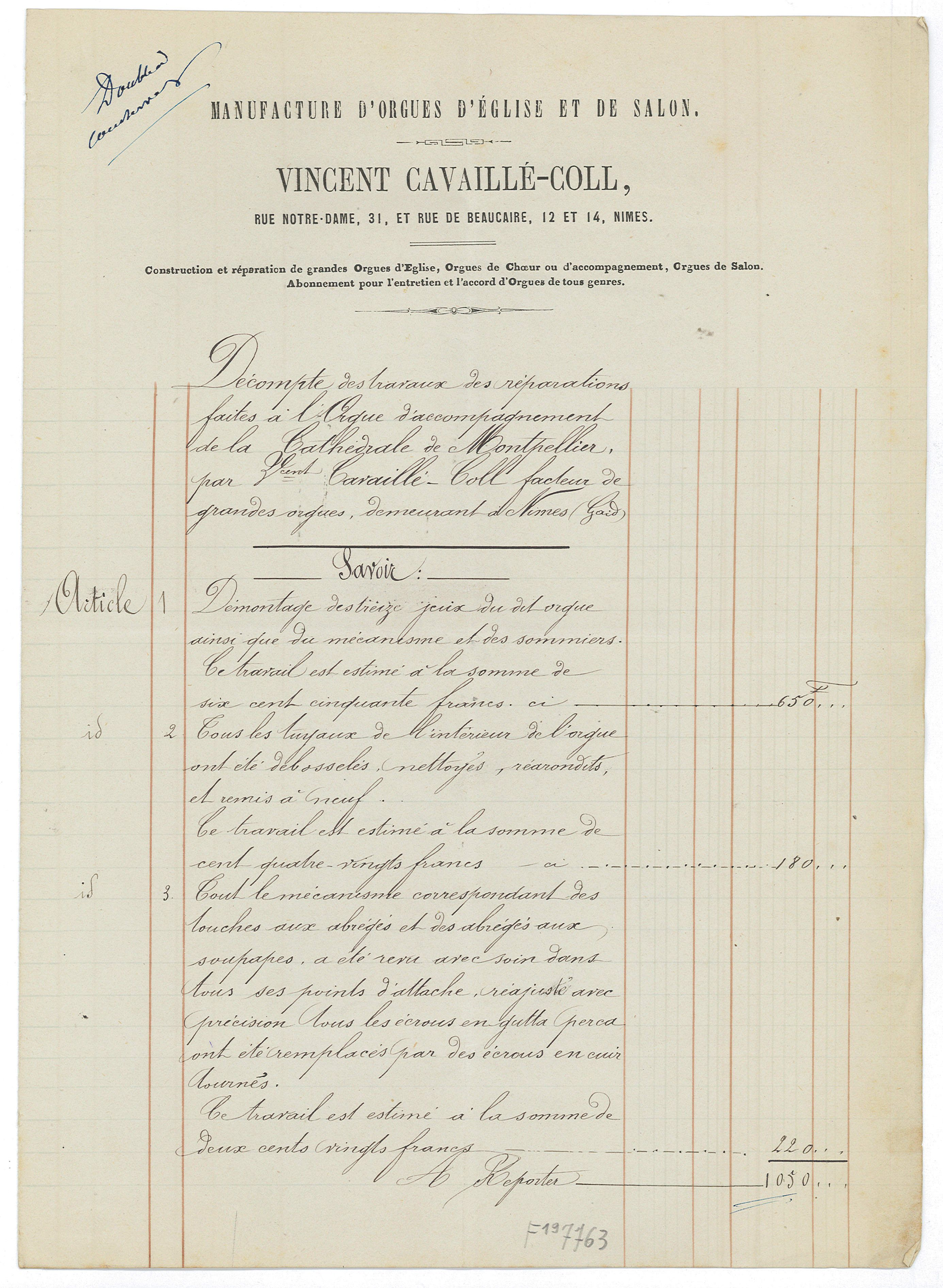
Lettre à entête, 1875.
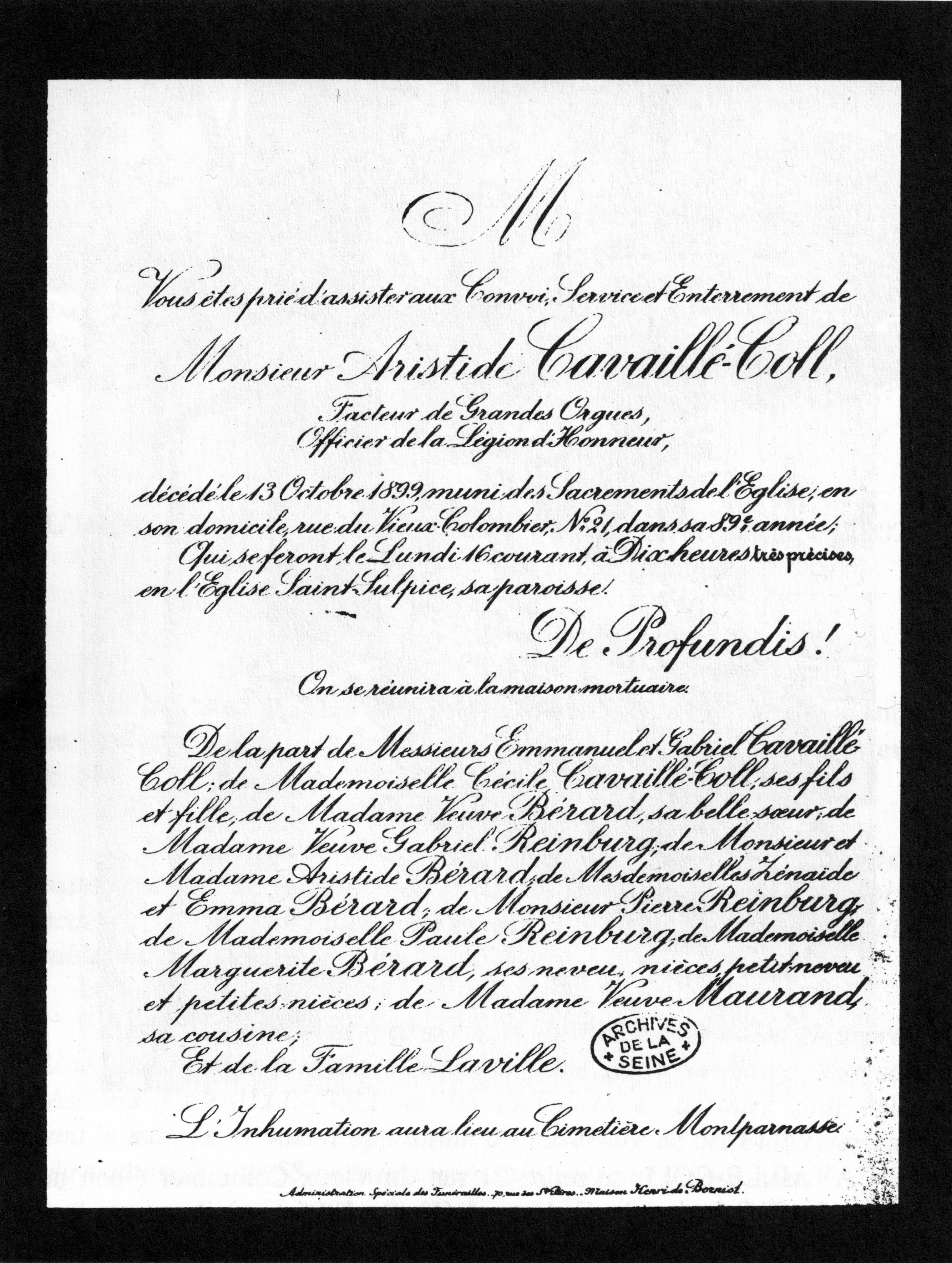
Avis de décès, octobre 1899.

### Une fin de carrière difficile

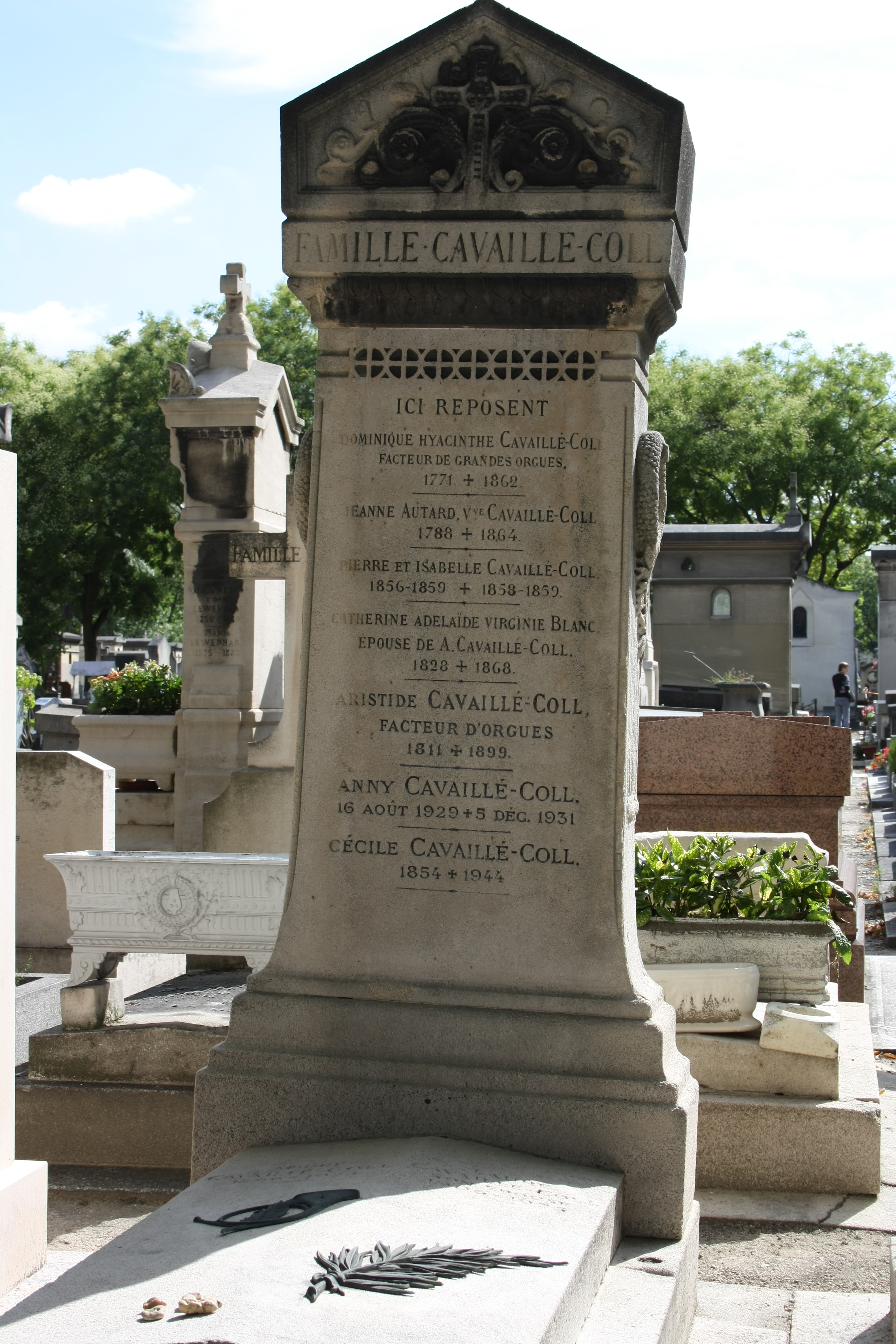
Sépulture de la famille Cavaillé-Coll au cimetière du Montparnasse.

À partir de 1868, les difficultés de tous ordres s'accumulent. Sa femme meurt le 30 octobre 1868. La guerre de 1870 aggrave les difficultés : les commandes ne peuvent être honorées du fait de la mobilisation aux armées du personnel et du siège de Paris, l'entreprise est momentanément fermée. Aristide Cavaillé-Coll doit emprunter, pour garantir la survie de son entreprise, la Manufacture d'orgues avenue du Maine est hypothéquée en garantie.
Joseph Merklin est le principal concurrent d'Aristide Cavaillé-Coll. Les défenseurs de l'un sont les détracteurs de l'autre. Les deux hommes sont de générations très proches (Merklin 1819-1905, Cavaillé-Coll 1811-1899). Ils sont inventifs et créatifs pour faire évoluer la facture d'orgues. Merklin intègre l'électricité à ses orgues, avec le système électro-pneumatique "Schmoele & Mols" dont il est le concessionnaire exclusif en France.
En 1892, la liquidation judiciaire menace, mais tous les fidèles compagnons groupés autour du « Patron » obtiennent un arrangement. Aristide Cavaillé-Coll cède son entreprise à Charles Mutin, ancien de la maison installé à Caen, le 15 mars 1898. Atteint d'une cécité galopante, Aristide Cavaillé-Coll meurt l'année suivante, le 13 octobre 1899  à Paris. Il est inhumé au cimetière du Montparnasse.
Il améliore le procédé de la scie circulaire.
Son fils Emmanuel Cavaillé-Coll (1860–1922) est un artiste décorateur.

## Décorations

### Décorations françaises
- Chevalier de la Légion d'honneur (depuis 1849)
- Officier de la Légion d'honneur (décret du 20 octobre 1878)[4].

### Décorations étrangères
- Chevalier de l'ordre de Saint-Grégoire-le-Grand (Vatican)
- Chevalier de l'ordre de Saint-Sylvestre (Vatican).

## Hommages

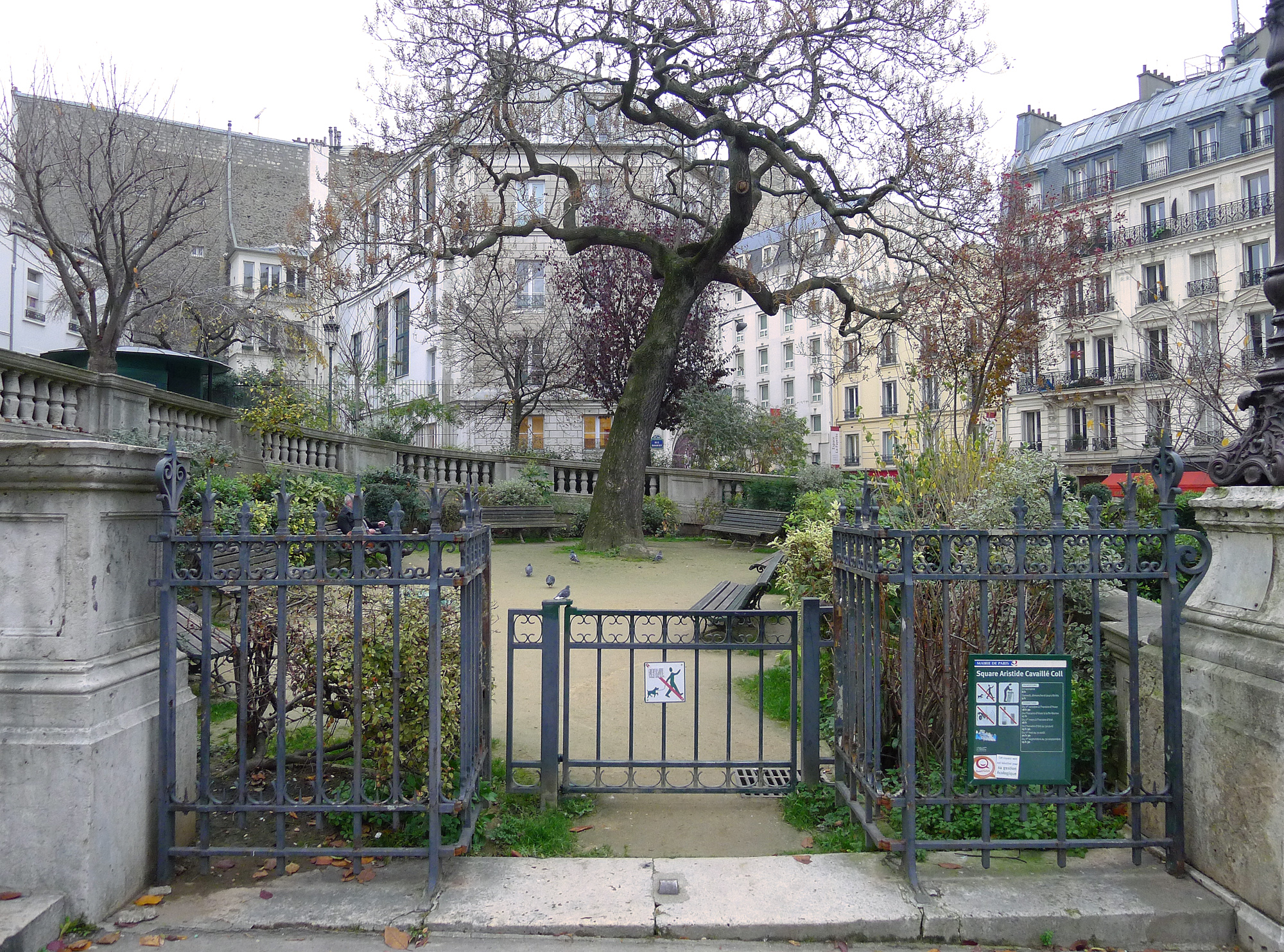
Square Aristide-Cavaillé-Coll, 10e arrondissement de Paris.

- L'astéroïde 5184 Cavaillé-Coll découvert en 1990 par Eric Walter Elst de l'observatoire royal de Belgique a été nommé en l'honneur d'Aristide Cavaillé-Coll.
- Le square Aristide-Cavaillé-Coll situé près de l'église Saint-Vincent-de-Paul de Paris dans le 10e arrondissement de Paris porte son nom.
- Une rue de Montpellier (sa ville natale) porte également son nom dans le quartier de Boutonnet.

## Protection du patrimoine
En France, les orgues d'Aristide Cavaillé-Coll sont recensés dans les trois-cent-soixante-seize notices de la base Palissy du ministère de la Culture décrivant les orgues de tribune, les orgues de chœur ou leurs parties instrumentales protégés par les Monuments historiques au titre d'objets mobiliers ou versés à l'inventaire général du patrimoine culturel.

## Localisation des instruments

### France

#### Auvergne-Rhône-Alpes
| Date      | Département | Commune                | Édifice                                | Coordonnées                 | Base Palissy                              | Notes et références | Illustration    |
| --------- | ----------- | ---------------------- | -------------------------------------- | --------------------------- | ----------------------------------------- | ------------------- | --------------- |
| 1859      | Loire       | Saint-Étienne          | Église Notre-Dame de Valbenoîte        | 45° 25′ 18″ N, 4° 23′ 56″ E |                                           | (31 jeux)           | Image manquante |
| 1860      | Ain         | Belley                 | Cathédrale Saint-Jean-Baptiste         | 45° 45′ 28″ N, 5° 41′ 21″ E | Notice no PM01000539 Notice no PM01000043 | (26 jeux)           |                 |
| 1864      | Savoie      | Moûtiers               | Cathédrale Saint-Pierre                | 45° 29′ 00″ N, 6° 31′ 59″ E | Notice no PM73001230 Notice no PM73000594 | (14 jeux)           | Image manquante |
| 1869      | Rhône       | Villefranche-sur-Saône | Chapelle du lycée Notre-Dame-de-Mongré | 45° 59′ 31″ N, 4° 42′ 40″ E | Notice no PM69001240 Notice no PM69000778 | (25 jeux)           | Image manquante |
| 1876      | Rhône       | Lyon                   | Chapelle du lycée Saint-Marc           | 45° 45′ 18″ N, 4° 49′ 44″ E | Notice no PM69001233 Notice no PM69000586 | (26 jeux)           | Image manquante |
| 1879-1880 | Ardèche     | Annonay                | Église Notre-Dame de l'Assomption      | 45° 14′ 26″ N, 4° 40′ 07″ E | Notice no PM07000449 Notice no PM07000013 | (24 jeux)           |                 |
| 1880      | Rhône       | Lyon                   | Auditorium Maurice-Ravel               | 45° 45′ 35″ N, 4° 50′ 48″ E |                                           | (82 jeux)           |                 |
| 1880      | Rhône       | Lyon                   | Église Saint-François-de-Sales         | 45° 45′ 19″ N, 4° 49′ 54″ E | Notice no PM69001232 Notice no PM69000452 | (45 jeux)           |                 |

#### Bourgogne-Franche-Comté
| Date | Département | Commune             | Édifice                    | Coordonnées                 | Base Palissy         | Notes et références | Illustration |
| ---- | ----------- | ------------------- | -------------------------- | --------------------------- | -------------------- | ------------------- | ------------ |
| 1858 | Jura        | Poligny             | Collégiale Saint-Hippolyte | 46° 50′ 14″ N, 5° 42′ 38″ E | Notice no PM39003590 | Orgue de tribune    |              |
| 1878 | Côte-d'Or   | Nuits-Saint-Georges | Église Saint-Denis         | 47° 08′ 12″ N, 4° 56′ 49″ E |                      |                     |              |

#### Bretagne
| Date      | Département     | Commune                            | Édifice                             | Coordonnées                 | Base Palissy                              | Notes et références                                                                      | Illustration    |
| --------- | --------------- | ---------------------------------- | ----------------------------------- | --------------------------- | ----------------------------------------- | ---------------------------------------------------------------------------------------- | --------------- |
| 1838      | Morbihan        | Lorient                            | Église Notre-Dame-de-Bonne-Nouvelle | 47° 45′ 25″ N, 3° 22′ 02″ O |                                           | Orgue de tribune                                                                         | Image manquante |
| 1839      | Côtes-d'Armor   | Dinan                              | Basilique Saint-Sauveur             | 48° 27′ 12″ N, 2° 02′ 30″ O |                                           | Orgue de tribune 28 jeux modifié en 1903 par Charles Mutin et en 1966 par Georges Danion |                 |
| 1845-1846 | Ille-et-Vilaine | Saint-Malo (quartier Saint-Servan) | Église Sainte-Croix                 | 48° 38′ 02″ N, 2° 01′ 11″ O | Notice no PM35001019                      | Orgue de chœur 15 jeux 2 claviers/pédalier                                               |                 |
| 1874      | Ille-et-Vilaine | Rennes                             | Cathédrale Saint-Pierre             | 48° 06′ 41″ N, 1° 41′ 00″ O |                                           | Opus 366/355, 3 claviers/pédalier, 46 jeux, buffet d'Alphonse Simil                      |                 |
| 1884-1885 | Ille-et-Vilaine | Saint-Malo (quartier Saint-Servan) | Église Sainte-Croix                 | 48° 38′ 02″ N, 2° 01′ 11″ O | Notice no PM35001020 Notice no PM35000612 | Orgue de tribune (3 claviers/pédalier 37 jeux)                                           |                 |

#### Centre-Val de Loire
| Date      | Département    | Commune              | Édifice                          | Coordonnées                       | Base Palissy                              | Notes et références                                                                   | Illustration    |
| --------- | -------------- | -------------------- | -------------------------------- | --------------------------------- | ----------------------------------------- | ------------------------------------------------------------------------------------- | --------------- |
| 1845 1875 | Eure-et-Loir   | Dreux                | Chapelle royale Saint-Louis      | 48° 44′ 17,82″ N, 1° 21′ 47,85″ E | Notice no PM28000296                      | Orgue de tribune (21 jeux)                                                            |                 |
| 1846      | Loiret         | Orléans              | Cathédrale Sainte-Croix          | 47° 54′ 06,4″ N, 1° 54′ 36,9″ E   | Notice no 45000969                        | Orgue de chœur                                                                        | Image manquante |
| 1863      | Loiret         | Orléans              | Église Notre-Dame de Recouvrance | 47° 53′ 56″ N, 1° 54′ 03″ E       |                                           | Orgue provenant de l'église Saint Thomas d'Aquin de Paris, installé en 1863 (14 jeux) |                 |
| 1869      | Indre-et-Loire | Château-Renault      | Église Saint-André               | 48° 35′ 30″ N, 0° 54′ 48″ E       | Notice no PM37001102                      | Orgue de tribune                                                                      | Image manquante |
| 1880      | Loiret         | Orléans              | Cathédrale Sainte-Croix          | 47° 54′ 06″ N, 1° 54′ 37″ E       | Notice no PM45000970 Notice no PM45000484 | Orgue de tribune (54 jeux)                                                            |                 |
| 1889      | Cher           | Châteauneuf-sur-Cher | Basilique Notre-Dame-des-Enfants | 46° 51′ 31″ N, 2° 19′ 21″ E       | Notice no PM18000173                      | Orgue de choeur (16 jeux, 22 registres)                                               |                 |

#### Corse
| Date | Département  | Commune | Édifice                               | Coordonnées                 | Base Palissy | Notes et références       | Illustration |
| ---- | ------------ | ------- | ------------------------------------- | --------------------------- | ------------ | ------------------------- | ------------ |
| 1846 | Corse-du-Sud | Ajaccio | Cathédrale Notre-Dame-de-l'Assomption | 41° 55′ 03″ N, 8° 44′ 17″ E |              | Orgue de tribune 44 jeux, |              |

#### Grand Est
| Date      | Département        | Commune              | Édifice                                 | Coordonnées                 | Base Palissy                                                   | Notes et références                                                                        | Illustration    |
| --------- | ------------------ | -------------------- | --------------------------------------- | --------------------------- | -------------------------------------------------------------- | ------------------------------------------------------------------------------------------ | --------------- |
| 1855      | Vosges             | Ban-de-Sapt          | Église Saint-Grégoire                   | 7° 00′ 52″ N, 48° 20′ 37″ E | Notice no PM88000044 Notice no IM88004174                      | Harmonium 2 claviers et pédalier                                                           | Image manquante |
| 1857-1861 | Meurthe-et-Moselle | Nancy                | Cathédrale Notre-Dame-de-l'Annonciation | 48° 41′ 29″ N, 6° 11′ 11″ E | Notice no PM54001310                                           | Orgue de tribune 65 jeux 4 claviers reconstruction dans le buffet de Nicolas Dupont (1763) |                 |
| 1862      | Haute-Marne        | Saint-Dizier         | Église Notre-Dame de l'Assomption       | 48° 38′ 14″ N, 4° 57′ 02″ E | Notice no PM52001503 Notice no PM52001083 Notice no PM52001082 | Orgue de tribune (36 jeux)                                                                 |                 |
| 1863      | Ardennes           | Charleville-Mézières | Église Saint-Rémi                       | 49° 46′ 24″ N, 4° 43′ 28″ E | Notice no PM08000693 Notice no PM08000118                      | Orgue de chœur (10 jeux)                                                                   |                 |
| 1868      | Ardennes           | Givet                | Église Notre-Dame                       | 50° 08′ 10″ N, 4° 49′ 50″ E | Notice no PM08000697 Notice no PM08000236                      | Orgue de tribune (12 jeux)                                                                 | Image manquante |
| 1868      | Marne              | Épernay              | Église Notre-Dame                       | 49° 02′ 44″ N, 3° 57′ 26″ E | Notice no PM51001751 Notice no PM51001752                      | (34 jeux)                                                                                  |                 |
| 1889      | Marne              | Reims                | Église Saint-Maurice                    | 49° 14′ 48″ N, 4° 02′ 27″ E | Notice no PM51001762 Notice no PM51000856                      | Orgue de chœur (20 jeux)                                                                   |                 |
| 1889      | Meurthe-et-Moselle | Nancy                | Église Saint-Léon                       | 48° 41′ 21″ N, 6° 10′ 18″ E | Notice no PM54001313 Notice no PM54000585                      | Remplacé par un orgue néoclassique, en 1975, par le facteur d'orgues Georges Danion        |                 |

#### Hauts-de-France
| Date      | Département   | Commune          | Édifice                                                     | Coordonnées                 | Base Palissy                                                   | Notes et références | Illustration                                                         |
| --------- | ------------- | ---------------- | ----------------------------------------------------------- | --------------------------- | -------------------------------------------------------------- | --- | -------------------------------------------------------------------- |
| 1843      | Oise          | Compiègne        | Église Saint-Jacques de Compiègne                           | 49° 25′ 01″ N, 2° 49′ 40″ E | Notice no PM60000609                                           | |                                                                      |
| 1843      | Oise          | Verberie         | Église Saint-Pierre de Verberie                             | 49° 18′ 37″ N, 2° 43′ 50″ E | Notice no PM60003502 Notice no PM60001667                      | | Image manquante                                                      |
| 1853      | Aisne         | Braine           | Abbatiale Saint-Yved de Braine                              | 49° 20′ 22″ N, 3° 32′ 07″ E |                                                                | | Image manquante                                                      |
| 1853      | Pas-de-Calais | Saint-Omer       | Cathédrale Notre-Dame                                       | 50° 44′ 57″ N, 2° 15′ 09″ E | Notice no PM62001406 Notice no IM62001597                      | Orgue de tribune 49 jeux restauration des grandes orgues |                                                                      |
| 1875      | Somme         | Amiens           | Chapelle de l'Institution Sainte-Clotilde                   | 49° 53′ 24″ N, 2° 18′ 00″ E |                                                                | Orgue de série restauré dans les années 1950 par Edmond Alexandre Roethinger. | Image manquante                                                      |
| 1876      | Somme         | Long             | Église Saint-Jean-Baptiste                                  | 50° 02′ 23″ N, 1° 58′ 54″ E | Notice no PM80001681 Notice no PM80000838                      | Orgue de tribune : 20 jeux. |                                                                      |
| 1879      | Oise          | Chantilly        | Église Notre-Dame-de-l'Assomption de Chantilly              | 49° 11′ 40″ N, 2° 28′ 44″ E | Notice no PM60003487 Notice no PM60000503                      | |                                                                      |
| 1880      | Aisne         | Sains-Richaumont | Église Saint-Martin de Sains                                | 49° 49′ 32″ N, 3° 42′ 56″ E |                                                                | Remonté à Sains par Augustin Brisset en 1896 | Image manquante                                                      |
| 1881      | Aisne         | Charly-sur-Marne | Église Saint-Martin                                         | 48° 58′ 35″ N, 3° 17′ 06″ E | Notice no PM02001600 Notice no PM02003664 Notice no PM02003663 | | Image manquante                                                      |
| 1884-1889 | Somme         | Amiens           | Cathédrale Notre-Dame                                       | 49° 53′ 40″ N, 2° 18′ 07″ E |                                                                | Restauration du grand-orgue (51 jeux, trois claviers, 56 notes et un pédalier de 30 notes)                                                                                           |                                                                      |
| 1885      | Aisne         | Laon             | Église de Vaux-sous-Laon                                    | 49° 34′ 06″ N, 3° 38′ 03″ E | Notice no PM02001496 Notice no PM02001497                      | |                                                                      |
| 1891      | Aisne         | Marle            | Église Notre-Dame de Marle                                  | 49° 44′ 25″ N, 3° 46′ 14″ E | Notice no PM02001498 Notice no PM02001499                      | Orgue de tribune (22 jeux) | Image manquante                                                      |
| 1892      | Nord          | Merville         | Chapelle de la maison diocésaine d'accueil                  | 50° 39′ 02″ N, 2° 38′ 28″ E |                                                                | Orgue de la princesse de Polignac (17 jeux). Orgue déplacé de Paris et agrandi (27 jeux) en 1953 par Victor Gonzalez.                                                                |                                                                      |
| 1892      | Nord          | Roubaix          | Église Saint-Jean-Baptiste                                  | 50° 41′ 16″ N, 3° 11′ 04″ E | Notice no PM59001577 Notice no PM59001947                      | Orgue de tribune. 16 jeux, 2 claviers, un pédalier | Image manquante                                                      |
| 1898      | Nord          | Armentières      | Église Saint-Vaast                                          | 50° 41′ 14″ N, 2° 53′ 00″ E |                                                                | Orgue de tribune, 50 jeux, 3 claviers, un pédalier. Inauguré le 27 septembre 1898 par Eugène Gigout. Détruit entre 1914 et 1918, avec l'église, lors de la Première Guerre mondiale. | Vue de la tribune d'orgue partiellement détruite (guerre 1914–1918). |
|           | Nord          | Armentières      | Chapelle Notre-Dame du bon conseil (Institution Saint-Jude) | 50° 41′ 13″ N, 2° 52′ 33″ E |                                                                | Orgue de tribune, 2 claviers, un pédalier. Buffet style Louis XV. Ancien orgue de salon.                                                                                             | Image manquante                                                      |
|           | Somme         | Grivesnes        | Église Saint-Aignan de Grivesnes                            | 49° 41′ 18″ N, 2° 28′ 18″ E |                                                                | Orgue qui provient de la Sorbonne, relevé en 1989 par Daniel Decavel. | Image manquante                                                      |

#### Île-de-France
| Date      | Département       | Commune            | Édifice                                       | Coordonnées                        | Base Palissy                                                                        | Notes et références | Illustration    |
| --------- | ----------------- | ------------------ | --------------------------------------------- | ---------------------------------- | ----------------------------------------------------------------------------------- | --- | --------------- |
| 1834 1841 | Seine-Saint-Denis | Saint-Denis        | Basilique Saint-Denis                         | 48° 56′ 08″ N, 2° 21′ 35″ E        | Notice no PM93000477                                                                | Orgue de tribune 69 jeux |                 |
| 1838      |                   | Paris              | Église Notre-Dame-de-Lorette                  | 48° 52′ 35″ N, 2° 20′ 20″ E        | Notice no PM75004246                                                                | Orgue de tribune 47 jeux |                 |
| 1841 1846 |                   | Paris              | Église de la Madeleine                        | 48° 52′ 12″ N, 2° 19′ 27″ E        | Notice no PM75004244                                                                | Orgue de tribune 48 jeux |                 |
| 1842      |                   | Paris              | Église Saint-Roch                             | 48° 51′ 55″ N, 2° 19′ 57″ E        | Notice no PM75004213                                                                | Orgue de tribune 49 jeux |                 |
| 1845      |                   | Paris              | Église Saint-Roch                             | 48° 51′ 55″ N, 2° 19′ 57″ E        | Notice no PM75004214                                                                | Orgue de chœur |                 |
| 1852      |                   | Paris              | Église Saint-Vincent-de-Paul                  | 48° 52′ 43,7″ N, 2° 21′ 06,6″ E    | Notice no PM75004203                                                                | Orgue de tribune 48 jeux |                 |
| 1852      |                   | Paris              | Église Saint-Jean-de-Montmartre               | 48° 53'3.596'' N, 2° 20'17.283'' E |                                                                                     | Orgue de tribune 28 jeux |                 |
| 1853      |                   | Paris              | Église Notre-Dame du Val-de-Grâce             | 48° 50′ 26″ N, 2° 20′ 31″ E        | Notice no PM75004228                                                                | Orgue de tribune 8 pieds de deux claviers-pédalier et de 21 jeux, |                 |
| 1851 1885 | Seine-et-Marne    | Melun              | Collégiale Notre-Dame de Melun                | 48° 32′ 08″ N, 2° 39′ 36″ E        | Notice no PM77002261 Notice no PM77002308 Notice no PM77001119                      | Orgue de Salon (15 jeux). |                 |
| 1856      |                   | Paris              | Église Saint-Jacques-du-Haut-Pas              | 48° 50′ 37″ N, 2° 20′ 29″ E        |                                                                                     | Orgue de chœur (14 jeux) : deux claviers de 56 notes et un pédalier de 30 notes. Transmissions mécaniques. |                 |
| 1858      |                   | Paris              | Église Saint-Louis-d'Antin                    | 48° 52′ 28,25″ N, 2° 19′ 41,89″ E  | Notice no PM75004248                                                                | Orgue de tribune 26 jeux | Image manquante |
| 1859      |                   | Paris              | Basilique Sainte-Clotilde                     | 48° 51′ 30″ N, 2° 19′ 09″ E        | Notice no PM75004239                                                                | Orgue de tribune 46 jeux |                 |
| 1862      |                   | Paris              | Église Saint-Sulpice                          | 48° 51′ 30″ N, 2° 19′ 09″ E        | Notice no PM75004237 Notice no PM75001821 Notice no PM75001873                      | (100 jeux) . |                 |
| 1864      | Val-d'Oise        | Asnières-sur-Oise  | Abbaye de Royaumont                           | 49° 08′ 50″ N, 2° 22′ 55″ E        | Notice no PM95001101 Notice no PM95000039                                           | Construit pour la villa d'un riche industriel suisse, a été racheté par l'abbaye en 1937 et placé dans la salle du réfectoire. |                 |
| 1865      | Hauts-de-Seine    | Bécon-les-Bruyères | Église Saint-Maurice                          | 48° 54′ 19″ N, 2° 16′ 35″ E        | Notice no PM92000266 Notice no PM92000053                                           | Originellement construit pour la chapelle Palatine du marquis Ernest de Lambertye-Tornielle, à Gerbéviller. | Image manquante |
| 1868      |                   | Paris              | Cathédrale Notre-Dame                         | 48° 51′ 30″ N, 2° 19′ 09″ E        | Notice no PM75004222 Notice no PM75000685 Notice no PM75004554 Notice no PM75000693 | (115 jeux) . |                 |
| 1868      |                   | Paris              | Église de la Sainte-Trinité                   | 48° 52′ 37″ N, 2° 19′ 54″ E        | Notice no PM75004245 Notice no PM75002706                                           | (46 jeux) |                 |
| 1871      | Yvelines          | Versailles         | Chapelle royale du château                    | 48° 48′ 18″ N, 2° 07′ 18″ E        | Notice no PM78001282                                                                | Buffet de Rudolph Garrels et Philippe Bertrand (1710). Partie instrumentale de Robert Clicquot et Julien Tribuot, remaniée en 1871 par Aristide Cavaillé-Coll. Retour à l'orgue de 1710, avec ses transformations de 1736 et de 1762, effectuée par Jean-Loup Boisseau et Bertrand Cattiaux en 1994.       |                 |
| 1874      |                   | Paris              | Église Notre-Dame-de-la-Croix de Ménilmontant | 48° 52′ 07″ N, 2° 23′ 13″ E        | Notice no PM75004215 Notice no PM75002528                                           | (26 jeux) |                 |
| 1875      |                   | Paris              | Temple protestant de l'Étoile                 | 48° 52′ 36″ N, 2° 17′ 13″ E        |                                                                                     | (10 jeux) | Image manquante |
| 1878      |                   | Paris              | Exposition universelle, palais du Trocadéro   | 48° 51′ 44″ N, 2° 17′ 18″ E        |                                                                                     | (64 jeux) . |                 |
| 1880      |                   | Paris              | Église Notre-Dame-du-Rosaire                  | 48° 49′ 45″ N, 2° 18′ 29″ E        |                                                                                     | Restauré et agrandi en 1945 et à la fin des années 1990. |                 |
| 1884      |                   | Paris              | Notre-Dame d'Auteuil                          | 48° 50′ 50″ N, 2° 16′ 09″ E        |                                                                                     | (53 jeux) |                 |
| 1891      |                   | Paris              | Église Saint-Ignace                           | 48° 51′ 02″ N, 2° 19′ 34,6″ E      | Notice no PM75004235 Notice no PM75004236                                           | Orgue de tribune (31 jeux) : deux claviers de 56 notes et un pédalier de 30 notes, agrandi par Wid Haerpfer-Ermann en 1977, porté à (43 jeux) avec ajout d'un positif de dos neuf et d'une nouvelle console en fenêtre de trois claviers, transmission mécanique pour les notes, électrique pour les jeux. |                 |
| 1894      |                   | Paris              | Église Saint-Antoine-des-Quinze-Vingts        | 48° 50′ 56″ N, 2° 22′ 25″ E        |                                                                                     | Orgue originellement construit par Cavaillé-Coll en 1894 pour l'hôtel particulier du Baron de l'Espée, puis déplacé dans l'église de Saint-Antoine par Joseph Merklin en 1909. |                 |
|           |                   | Paris              | Église Notre-Dame-de-l'Assomption             | 48° 52′ 03″ N, 2° 19′ 32″ E        |                                                                                     | 19 jeux, 2 claviers de 56 notes et un pédalier de 30 notes |                 |
| 1898      |                   | Paris              | Basilique du Sacré-Cœur de Montmartre         | 48° 53′ 11″ N, 2° 20′ 35″ E        | Notice no PM75004207 Notice no PM75002501                                           | Orgue de tribune 78 jeux, 4 claviers de 61 notes et un pédalier de 32 notes |                 |

#### Normandie
| Date      | Département    | Commune           | Édifice                                                         | Coordonnées                 | Base Palissy                                                   | Notes et références | Illustration    |
| --------- | -------------- | ----------------- | --------------------------------------------------------------- | --------------------------- | -------------------------------------------------------------- | --- | --------------- |
| 1857      | Seine-Maritime | Bonsecours        | Basilique Notre Dame de Bonsecours                              | 49° 25′ 18″ N, 1° 07′ 21″ E | Notice no PM76003229 Notice no PM76000244 Notice no PM76003230 | | Image manquante |
| 1862      | Calvados       | Bayeux            | Cathédrale Notre-Dame                                           | 49° 16′ 32″ N, 0° 42′ 14″ O | Notice no PM14001304 Notice no PM14000070 Notice no PM14000069 | (43 jeux) |                 |
| 1864      | Calvados       | Vire              | Chapelle de l'hospice Saint-Louis, ancien couvent des Ursulines | 48° 50′ 13″ N, 0° 53′ 07″ O |                                                                | Mauvais état (2 claviers/pédalier disparu) | Image manquante |
| 1870      | Calvados       | Trouville-sur-Mer | Église Notre-Dame-des-Victoires                                 | 49° 21′ 54″ N, 0° 05′ 04″ E |                                                                | 16 jeux, agrandi à 21 jeux par Charles Mutin en 1899 | Image manquante |
| 1874      | Calvados       | Lisieux           | Cathédrale Saint-Pierre                                         | 49° 08′ 47″ N, 0° 13′ 36″ E | Notice no PM14001295 Notice no PM14000436                      | Opus 389/384, 3 clavier/pédalier, 46 jeux |                 |
| 1881-1883 | Orne           | Sées              | Cathédrale Notre-Dame de Sées                                   | 48° 36′ 19″ N, 0° 10′ 20″ E | Notice no PM61001010 Notice no PM61001011                      | |                 |
| 1885      | Calvados       | Caen              | Abbatiale Saint-Étienne                                         | 49° 10′ 55″ N, 0° 22′ 24″ O | Notice no PM14001293 Notice no PM14000185                      | 51 jeux |                 |
| 1890      | Seine-Maritime | Rouen             | Abbatiale Saint-Ouen                                            | 49° 26′ 33″ N, 1° 05′ 57″ E | Notice no PM76003212 Notice no PM76001573                      | Reconstruction de l'orgue Crespin Carlier en 1630 dans le buffet d'origine. Les quatre claviers soit 64 jeux, de l'abbatiale inspirent à Charles-Marie Widor sa Symphonie pour orgue no 9 « Gothique » Op. 70 (1895) dédiée à cet instrument. | \| \|           |
| 1897      | Orne           | Vimoutiers        | Église Notre-Dame                                               | 48° 55′ 45″ N, 0° 11′ 49″ E | Notice no PM61003413 Notice no PM61003415 Notice no PM61003414 | Orgue de tribune, 30 jeux, 3 claviers/pédalier. Inauguré le 10 août 1899 par Alexandre Guilmant |                 |
|           |                |                   |                                                                 |                             |                                                                | |                 |

#### Nouvelle-Aquitaine
| Date | Département          | Commune               | Édifice                                 | Coordonnées                 | Base Palissy                                                                        | Notes et références | Illustration    |
| ---- | -------------------- | --------------------- | --------------------------------------- | --------------------------- | ----------------------------------------------------------------------------------- | --- | --------------- |
| 1870 | Pyrénées-Atlantiques | Oloron-Sainte-Marie   | Cathédrale Sainte Marie                 | 43° 11′ 16″ N, 0° 36′ 58″ O | Notice no PM64000915 Notice no PM64000916 Notice no PM64000364 Notice no PM64000368 | 24 jeux |                 |
| 1873 | Landes               | Saint-Vincent-de-Paul | Église Saint-Vincent-de-Paul du Berceau | 43° 44′ 44″ N, 1° 00′ 37″ O |                                                                                     | Endommagé par l'incendie de l'église en 1947, l'orgue est reconstruit à la fin du XXe siècle dans le style baroque allemand. | Image manquante |
| 1874 | Corrèze              | Ussel                 | Église Saint Martin.                    | 45° 32′ 49″ N, 2° 18′ 32″ E | Notice no PM19000665 Notice no PM19000464 Notice no Notice no PM19000465            | 10 jeux, 2 claviers. | Image manquante |
| 1876 | Haute-Vienne         | Le Dorat              | Collégiale Saint-Pierre-es-Liens        | 46° 12′ 51″ N, 1° 04′ 55″ E | Notice no PM87001701 Notice no PM87000090                                           | 24 jeux |                 |
| 1888 | Pyrénées-Atlantiques | Saint-Palais          | Église Sainte-Marie-Madeleine           | 43° 19′ 35″ N, 1° 02′ 06″ O | Notice no PM64000922 Notice no PM64000414                                           | Orgue de tribune. 20 jeux, 2 claviers, un pédalier                                                                           |                 |
| 1889 | Pyrénées-Atlantiques | Pau                   | Chapelle des Réparatrices               | 43° 17′ 48″ N, 0° 21′ 30″ O |                                                                                     | 2 claviers et 12 jeux puis porté à 19 jeux par Michel Roger (Pyrénées Atlantiques)                                           | Image manquante |

Remise en place chronologique par défaut du tableau. Unification du code.

#### Occitanie
| Date      | Département         | Commune                  | Édifice                                   | Coordonnées                       | Base Palissy                                                   | Notes et références | Illustration    |
| --------- | ------------------- | ------------------------ | ----------------------------------------- | --------------------------------- | -------------------------------------------------------------- | --- | --------------- |
| 1837      | Hérault             | Montpellier              | Église Saint-Denis                        | 43° 36′ 19″ N, 3° 52′ 30″ E       |                                                                | 29 jeux en 1846 | Image manquante |
| 1843      | Hérault             | Bédarieux                | Église Saint-Louis                        | 43° 37′ 04,13″ N, 3° 09′ 17,36″ E | Notice no PM34002305 Notice no PM34002307 Notice no PM34002306 | Orgue de tribune de 19 jeux. | Image manquante |
| 1848 1849 | Gard                | Nîmes                    | Église Saint-Paul                         | 43° 50′ 12″ N, 4° 21′ 22″ E       | Notice no PM30000808 Notice no PM30000192                      | Orgue de tribune (24 jeux). |                 |
| 1850      | Haute-Garonne       | Castelnau-d'Estrétefonds | Église Saint-Martin                       | 43° 50′ 12″ N, 4° 21′ 22″ E       | Notice no PM31001465 Notice no PM31001110                      | Orgue de tribune. |                 |
| 1853      | Hérault             | Pézenas                  | Collégiale Saint-Jean                     | 43° 27′ 36″ N, 3° 25′ 27″ E       | Notice no PM34002324 Notice no PM34001189                      | Orgue de tribune Lépine-Cavaillé-Coll, 38 jeux reconstruction dans le buffet de Jean-François Lépine. |                 |
| 1856      | Hérault             | Lunel                    | Église Notre-Dame-du-Lac                  | 4° 08′ 10″ N, 43° 40′ 40″ E       | Notice no PM34002316 Notice no PM34000339                      | Orgue de tribune. |                 |
| 1857      | Pyrénées-Orientales | Perpignan                | Cathédrale Saint-Jean-Baptiste            | 42° 42′ 02″ N, 2° 53′ 49″ E       | Notice no PM66001410 Notice no PM66000583 Notice no PM66000681 | Grand Orgue Cavaillé-Coll, 56 jeux reconstruction dans le buffet historique de 1504. Orgue de chœur Cavaillé-Coll, 22 jeux.                                                                                       |                 |
| 1859 1860 | Gers                | Auch                     | Cathédrale Sainte-Marie                   | 43° 38′ 47″ N, 0° 35′ 09″ E       | Notice no PM32000539 Notice no PM32000061                      | Orgue de chœur. |                 |
| 1860      | Ariège              | Saint-Girons             | Église Saint-Girons-Saint-Genès           | 42° 59′ 04″ N, 1° 08′ 40″ E       | Notice no PM09000994 Notice no PM09000580                      | | Image manquante |
| 1860      | Aude                | Narbonne                 | Église Saint-Sébastien                    | 43° 11′ 09″ N, 3° 00′ 24″ E       |                                                                | (17 jeux) | Image manquante |
| 1861      | Aude                | Castelnaudary            | Collégiale Saint-Michel                   | 43° 19′ 02″ N, 1° 57′ 24″ E       | Notice no PM11002375 Notice no PM11000803                      | (38 jeux) reconstruction de l'orgue par Jean-Pierre Cavaillé. |                 |
| 1862      | Hérault             | Gignac                   | Église Saint-Pierre-aux-Liens             | 43° 39′ 08″ N, 3° 33′ 08″ E       | Notice no PM34004989 Notice no PM34000397 Notice no PM34004990 | Orgue de tribune de 8 jeux. | Image manquante |
| 1862 1863 | Gard                | Nîmes                    | Église Sainte-Perpétue et Sainte-Félicité | 43° 50′ 09″ N, 4° 21′ 48″ E       | Notice no PM30000807 Notice no PM30000761 Notice no PM30000194 | Orgue de tribune (24 jeux). |                 |
| 1863      | Aude                | Carcassonne              | Cathédrale Saint-Michel                   | 43° 12′ 39″ N, 2° 21′ 04″ E       | Notice no PM11002371 Notice no PM11002372                      | (43 jeux) |                 |
| 1864      | Gard                | Pont-Saint-Esprit        | Église Saint-Saturnin                     | 44° 15′ 27″ N, 4° 39′ 03″ E       |                                                                | Orgue de chœur. | Image manquante |
| 1864      | Haute-Garonne       | Toulouse                 | Église du Gesù                            | 43° 35′ 40,68″ N, 1° 26′ 48,45″ E | Notice no PM31001453 Notice no PM31000993                      | |                 |
| 1866      | Tarn                | Rabastens                | Église Notre-Dame-du-Bourg                | 43° 49′ 16,23″ N, 1° 43′ 30,01″ E | Notice no PM81000656 Notice no PM81000301                      | (20 jeux), modification de l'orgue par Costa (ajout d'un jeu de soubasse à la pédale entre autres). |                 |
| 1870      | Haute-Garonne       | Bagnères-de-Luchon       | Église Notre-Dame de l’Assomption.        | 42° 47′ 28,55″ N, 0° 35′ 29,29″ E | Notice no PM31002743 Notice no PM31002745 Notice no PM31002744 | (24 jeux) |                 |
| 1874      | Aveyron             | Decazeville              | Église Notre-Dame                         | 44° 33′ 36,62″ N, 2° 15′ 05,77″ E | Notice no PM12000912 Notice no PM12000804                      | (12 jeux) |                 |
| 1876      | Gard                | Nîmes                    | Église Saint-Baudile                      | 43° 50′ 23″ N, 4° 21′ 51″ E       |                                                                | |                 |
| 1876      | Tarn                | Lavaur                   | Cathédrale Saint-Alain                    | 43° 41′ 57″ N, 1° 49′ 18″ E       | Notice no PM81000654 Notice no PM81000199                      | (32 jeux) |                 |
| 1889      | Haute-Garonne       | Toulouse                 | Basilique Saint-Sernin                    | 43° 36′ 30″ N, 1° 26′ 31″ E       | Notice no PM31001459 Notice no PM31000821                      | Modification de l'orgue Daublaine Callinet (54 jeux répartis sur trois claviers et un pédalier soit, 3 458 tuyaux). La Symphonie pour orgue no 10 « Romane » Op. 73 (1900) de Charles-Marie Widor lui est dédiée. |                 |

#### Pays de la Loire
| Date | Département      | Commune          | Édifice                               | Coordonnées                 | Base Palissy                              | Notes et références | Illustration    |
| ---- | ---------------- | ---------------- | ------------------------------------- | --------------------------- | ----------------------------------------- | --- | --------------- |
| 1857 | Vendée           | Luçon            | Cathédrale Notre-Dame-de-l'Assomption | 46° 27′ 16″ N, 1° 10′ 00″ O | Notice no PM85000783 Notice no PM85000784 | Orgue de tribune 54 jeux 4 claviers/pédalier                                                                                        |                 |
| 1873 | Maine-et-Loire   | Angers           | Cathédrale Saint-Maurice              | 47° 28′ 15″ N, 0° 33′ 18″ O | Notice no PM49001925                      | Orgue durement éprouvé par les bombardements de 1944, réparé et électrifié de 1957 à 1959, par les établissements Beuchet-Debierre. |                 |
| 1873 | Maine-et-Loire   | Angers           | Église Saint-Joseph d'Angers          | 47° 28′ 02″ N, 0° 32′ 48″ O | Notice no PM49001928 Notice no PM49001929 | 27 jeux, 2 claviers/pédalier |                 |
| 1883 | Maine-et-Loire   | Le Lion-d'Angers | Église Saint-Martin-de-Vertou         | 47° 37′ 42″ N, 0° 42′ 49″ O | Notice no PM49001936 Notice no PM49001937 | 17 jeux, 2 claviers/pédalier |                 |
| 1884 | Loire-Atlantique | Nort-sur-Erdre   | Église Saint-Christophe               | 47° 26′ 26″ N, 1° 29′ 56″ O |                                           | L'orgue compte 896 tuyaux et 14 jeux. Cet orgue a été consacré le 12 décembre 1920                                                  | Image manquante |

#### Provence-Alpes-Côte d’Azur
| Date | Département      | Commune   | Édifice               | Coordonnées                 | Base Palissy                              | Notes et références                                                   | Illustration    |
| ---- | ---------------- | --------- | --------------------- | --------------------------- | ----------------------------------------- | --------------------------------------------------------------------- | --------------- |
| 1859 | Bouches-du-Rhône | Marseille | Église Saint-Charles  | 43° 17′ 31″ N, 5° 22′ 31″ E | Notice no PM13001761 Notice no PM13000729 | Grand orgue de tribune : 24 jeux répartis sur 2 claviers et pédalier. |                 |
| 1867 | Bouches-du-Rhône | Marseille | Église Saint-Philippe | 43° 17′ 16″ N, 5° 22′ 26″ E |                                           | Orgue de tribune, ancien orgue de chœur de l'église Saint-Joseph.     | Image manquante |
| 1868 | Bouches-du-Rhône | Marseille | Église Saint-Joseph   | 43° 17′ 17″ N, 5° 22′ 44″ E | Notice no PM13001762 Notice no PM13000730 | Grand-Orgue de tribune : 43 jeux répartis sur 3 claviers et pédalier. |                 |

### Belgique
| Date | Région             | Commune   | Édifice                        | Coordonnées                 | Notes et références             | Illustration |
| ---- | ------------------ | --------- | ------------------------------ | --------------------------- | ------------------------------- | ------------ |
| 1880 | Bruxelles-Capitale | Bruxelles | Conservatoire royal de musique | 50° 50′ 20″ N, 4° 21′ 21″ E | 44 jeux.                        |              |
| 1856 | Région flamande    | Gand      | Église Saint Nicolas           | 51° 03′ 14″ N, 3° 43′ 22″ E | Orgue de tribune (nl), 45 jeux. |              |

### Espagne
| Date | Province    | Commune         | Édifice                                                          | Coordonnées                 | Notes et références                                                                                        | Illustration    |
| ---- | ----------- | --------------- | ---------------------------------------------------------------- | --------------------------- | --- | --------------- |
| 1861 | Pays basque | Oyarzun         | San Esteban d’Oiartzun                                           | 43° 18′ 00″ N, 1° 51′ 39″ O | 2 claviers et pédalier, 17 jeux.                                                                           |                 |
| 1863 | Pays basque | Saint-Sébastien | Basilique Sainte-Marie du Chœur Basilica de Santa María del Coro | 43° 19′ 27″ N, 1° 59′ 13″ O | 3 claviers et pédalier, 44 jeux.                                                                           |                 |
| 1868 | Pays basque | Saint-Sébastien | Église Saint-Vincent                                             | 43° 19′ 28″ N, 1° 59′ 03″ O | 24 jeux, agrandi en 1893 par Eugène Puget de Toulouse, à nouveau modifié en 1903, par Mutin-Cavaillé-Coll. |                 |
| 1870 | Pays basque | Saint-Sébastien | Église San Martial d’Altza                                       | 43° 18′ 52″ N, 1° 56′ 04″ O | 1 clavier, pédalier en tirasse sans registres propres. 6 jeux.                                             | Image manquante |
| 1877 | Pays basque | Irún            | Santa María del Juncal d’Irun                                    | 43° 20′ 25″ N, 1° 47′ 14″ O | 3 claviers et pédalier, 18 jeux.                                                                           |                 |
| 1889 | Pays basque | Azpeitia        | Basílica de Loyola d’Azpeitia                                    | 43° 10′ 28″ N, 2° 16′ 57″ O | 3 claviers et pédalier, 37 jeux.                                                                           |                 |
| 1894 | Pays basque | Mutriku         | Santa Catalina de Mutriku                                        | 43° 18′ 21″ N, 2° 23′ 06″ O | 1 clavier, pédalier en tirasse sans registres propres. 8 jeux.                                             | Image manquante |
| 1898 | Pays basque | Azkoitia        | Église Santa Maria la Real                                       | 43° 10′ 42″ N, 2° 18′ 43″ O | 3 claviers et pédalier, 40 jeux.                                                                           |                 |
|      | Pays basque | Alegría         | Église San Juan d’Alegia                                         |                             | Coordonnée, et patronyme de l'église-même à confirmer.)[à vérifier]                                        | Image manquante |
|      | Pays basque | Bidania-Goiatz  | Église Saint-Barthélémy de Bidegoian                             | 43° 08′ 23″ N, 2° 09′ 37″ O | Coordonnée, et patronyme de l'église-même à confirmer.)[à vérifier]                                        | Image manquante |
|      | Pays basque | Guetaria        | Église San Salvador                                              | 43° 18′ 16″ N, 2° 12′ 13″ O | | Image manquante |
|      | Pays basque | Saint-Sébastien | Église Sainte-Thérèse                                            | 43° 19′ 27″ N, 1° 59′ 15″ O | Coordonnée, et patronyme de l'église-même à confirmer.)[à vérifier]                                        | Image manquante |
|      | Pays basque | Saint-Sébastien | Résidence de Zorroaga                                            | 43° 18′ 10″ N, 1° 58′ 06″ O | | Image manquante |
|      | Pays basque | Urnieta         | Église Saint-Michel d’Urnieta                                    | 43° 14′ 54″ N, 1° 59′ 26″ O | | Image manquante |

### Pays-Bas
| Date | Provine                 | Commune   | Édifice                    | Coordonnées                 | Notes et références                                                                     | Illustration |
| ---- | ----------------------- | --------- | -------------------------- | --------------------------- | --------------------------------------------------------------------------------------- | ------------ |
| 1875 | Hollande-Septentrionale | Amsterdam | Palais de l'Industrie      | 52° 21′ 35″ N, 4° 54′ 00″ E | 46 jeux. Instrument (nl) déplacé en 1922 à la salle de la Philharmonie de Haarlem (nl). |              |
| 1885 | Hollande-Méridionale    | La Haye   | Église Wallonne de La Haye | 52° 04′ 50″ N, 4° 18′ 28″ E | 2 claviers, 23 jeux et un pédalier libre                                                |              |

### Royaume-Uni
| Date        | Comté     | Commune     | Édifice             | Coordonnées                 | Notes et références | Illustration    |
| ----------- | --------- | ----------- | ------------------- | --------------------------- | --- | --------------- |
| ± 1888 1904 | Hampshire | Farnborough | Abbaye Saint-Michel | 51° 17′ 50″ N, 0° 44′ 59″ O | 17 jeux (dont 3 empruntés). Instrument construit autour de 1888, le cartouche de console lui attribuant la paternité d'Aristide Cavaillé-Coll. Installation par Charles Mutin en 1904. | Image manquante |

### Russie
| Date      | Oblast | Commune | Édifice                   | Coordonnées               | Notes et références                                                    | Illustration    |
| --------- | ------ | ------- | ------------------------- | ------------------------- | ---------------------------------------------------------------------- | --------------- |
| 1887 1901 | Moscou | Moscou  | Conservatoire Tchaikovski | 55°45'37'' N 37°36'23'' E | 49 jeux Le dernier orgue de Cavaillé-Coll Le dernier orgue non modifié | Image manquante |